# Glyphocrangon longleyi
Glyphocrangon longleyi is een garnalensoort uit de familie van de Glyphocrangonidae. De wetenschappelijke naam van de soort is voor het eerst geldig gepubliceerd in 1931 door Schmitt.